# Klubowy Puchar Europy w szachach (2023)
2023 – trzydziesty ósmy sezon Klubowego Pucharu Europy w szachach. Rozgrywki odbyły się w Durrës w dniach 1–7 października 2023 roku. Tytuł zdobył norweski Offerspill SK.

## Format rozgrywek
Turniej odbywał się systemem szwajcarskim na dystansie siedmiu rund. W przypadku identycznej liczby punktów decydował olimpijski system Sonneborna-Bergera. Przy dalszej równości uwzględniano kolejno: łączną liczbę punktów uzyskanych przez zawodników, system Buchholza i pełny system Sonneborna-Bergera.

## Uczestnicy
W nawiasie podano średni ranking Elo. Źródło: Chess-Results.com

- Butrinti Saranda (2124)
- Partizani Tirana (1994)
- SK Tirana (1886)
- Teuta Durrës (2168)
- Blackthorne (2223)
- Celtic Tigers (2194)
- Slough Sharks (2230)
- Wood Green Chess Club (2394)
- Raika Rapid Feffernitz (2129)
- Vüqar Həşimov (2545)
- K Brugse SK (2198)
- KSK Rochade Eupen-Kelmis (2387)
- KWV Wetteren (2154)
- SF Wirtzfeld (2258)
- Elektroprivreda Nikšić (2426)
- 1. Novoborský ŠK (2670)
- Brønshøj SF (1997)
- SK Nordkalotten (2272)
- Etelä-Vantaan Shakki (2129)
- Helsinki Street Chess (2111)
- Jyväs-Shakki (2168)
- Asnières – Le Grand Échiquier (2656)
- C’Chartres Échecs (2565)
- L’Échiquier du Roy René (2292)
- SA Chania (2183)
- CA Paterna (2349)
- CA Silla (2399)
- Diagonal Alcorcón (2150)
- Bloemendaalse SV (2228)
- Kennemer Combinatie (2173)
- Leidsch SG (2456)
- SV Paul Keres 1 (2376)
- SV Paul Keres 2 (2102)
- Zuid-Limburg (2257)
- Ennis Chess Club (2134)
- Galway Chess Club (1498)
- Gonzaga Chess Club (2070)
- Malahide Chess Club (1957)
- St Benildus Chess Club (2050)
- Skákfélag Akureyrar (2177)
- Víkingaklúbburinn (2339)
- Beer Sheva Chess Club (2528)
- Rishon LeZion Chess Club A (2498)
- Rishon LeZion Chess Club B (2257)
- KSH Dardania (2214)
- KSH Drejtësia-Trokadero (2285)
- KSH Ferizaj (2117)
- MRU - ROSK Consulting Wilno (2374)
- De Sprénger Echternach (2307)
- Gambit Bonnevoie (2354)
- Le Cavalier Differdange (2171)
- TSM Schifflange (2197)
- Gambit-Aseko Skopje (2352)
- ŠK Prilep (2040)
- Perfect (2424)
- CE Monte-Carlo (1991)
- SK König Tegel 1949 (2174)
- SC Viernheim (2647)
- SG Solingen (2275)
- SK Weilheim (2024)
- SV Mülheim-Nord (2080)
- TSV Schönaich (2277)
- Werder Brema (2418)
- Asker SK (2222)
- Offerspill SK (2649)
- Schakklubben av 1911 (2159)
- SOSS (2076)
- Superchess (2713)
- Zmaj Belgrad (2477)
- ŠK Dunajská Streda (2356)
- ŠK Javes Modra (2423)
- Tajfun – ŠK Ljubljana (2625)
- SG Riehen (2425)
- SG Zürich (2438)
- Lunds ASK (2400)
- SK Rockaden Stockholm (2420)
- Wasa SK (2265)
- Göktürk Satranç SK (2525)
- Türk Hava Yolları SK (2641)
- White Knights Chess Club (1935)
- Sentimento Ajka BSK (2603)
- Lazio Scacchi (1944)
- Obiettivo Risarcimento Padova (2335)
- WorldTradingLab Club 64 Modena (2170)

## Rozgrywki

### Runda 1
Źródło: Chess-Results.com
1 października 2023
| Superchess – Rishon LeZion Chess Club B 6:0          |
| Bloemendaalse SV – Offerspill SK ½:5½                |
| Zuid-Limburg – 1. Novoborský ŠK 0:6                  |
| Asnières – Le Grand Échiquier – Slough Sharks 6:0    |
| SC Viernheim – Blackthorne 5½:½                      |
| Asker SK – Türk Hava Yolları SK ½:5½                 |
| Tajfun – ŠK Ljubljana – KSH Dardania 6:0             |
| Leidsch SG – Le Cavalier Differdange 3½:2½           |
| K Brugse SK – Sentimento Ajka BSK ½:5½               |
| C’Chartres Échecs – TSM Schifflange 6:0              |
| Celtic Tigers – Vüqar Həşimov ½:5½                   |
| Beer Sheva Chess Club – SA Chania 5½:½               |
| Skákfélag Akureyrar – Göktürk Satranç SK 0:6         |
| Rishon LeZion Chess Club A – SK König Tegel 1949 5:1 |
| Kennemer Combinatie – Zmaj Belgrad ½:5½              |
| WorldTradingLab Club 64 Modena – SG Zürich ½:5½      |
| Elektroprivreda Nikšić – Jyväs-Shakki 5:1            |
| Teuta Durrës – SG Riehen ½:5½                        |
| Perfect – Schakklubben av 1911 4:2                   |
| KWV Wetteren – ŠK Javes Modra 2½:3½                  |
| SK Rockaden Stockholm – Diagonal Alcorcón 4½:1½      |
| Ennis Chess Club – Werder Brema 1½:4½                |
| Lunds ASK – Etelä-Vantaan Shakki 3:3                 |
| Raika Rapid Feffernitz – CA Silla 1½:4½              |
| Wood Green Chess Club – Butrinti Saranda 5:1         |
| KSH Ferizaj – KSK Rochade Eupen-Kelmis ½:5½          |
| SV Paul Keres 1 – Helsinki Street Chess 5½:½         |
| SV Paul Keres 2 – MRU - ROSK Consulting Wilno 1:5    |
| ŠK Dunajská Streda – SV Mülheim-Nord 3½:2½           |
| SOSS – Gambit Bonnevoie 1½:4½                        |
| Gambit-Aseko Skopje – Gonzaga Chess Club 4:2         |
| St Benildus Chess Club – CA Paterna 0:6              |
| Víkingaklúbburinn – ŠK Prilep 4½:1½                  |
| SK Weilheim – Obiettivo Risarcimento Padova 0:6      |
| De Sprénger Echternach – Brønshøj SF 5:1             |
| Partizani Tirana – L’Échiquier du Roy René 2:4       |
| KSH Drejtësia-Trokadero – CE Monte-Carlo 5½:½        |
| Malahide Chess Club – TSV Schönaich 2½:3½            |
| SG Solingen – Lazio Scacchi 5½:½                     |
| White Knights Chess Club – SK Nordkalotten 3:3       |
| Wasa SK – SK Tirana 4½:1½                            |
| Galway Chess Club – SF Wirtzfeld 0:6                 |

### Runda 2
Źródło: Chess-Results.com
2 października 2023
| SK Rockaden Stockholm – Superchess 1:5                         |
| Offerspill SK – Wood Green Chess Club 5:1                      |
| 1. Novoborský ŠK – Werder Brema 4:2                            |
| CA Silla – Asnières – Le Grand Échiquier ½:5½                  |
| KSK Rochade Eupen-Kelmis – SC Viernheim ½:5½                   |
| Türk Hava Yolları SK – SV Paul Keres 1 4½:1½                   |
| MRU - ROSK Consulting Wilno – Tajfun – ŠK Ljubljana 1½:4½      |
| Le Cavalier Differdange – Partizani Tirana 4½:1½               |
| Sentimento Ajka BSK – ŠK Dunajská Streda 4½:1½                 |
| Gambit Bonnevoie – C’Chartres Échecs 1½:4½                     |
| CA Paterna – Beer Sheva Chess Club ½:5½                        |
| Göktürk Satranç SK – Víkingaklúbburinn 6:0                     |
| Vüqar Həşimov – Gambit-Aseko Skopje 5½:½                       |
| Obiettivo Risarcimento Padova – Rishon LeZion Chess Club A 3:3 |
| Zmaj Belgrad – De Sprénger Echternach 4½:1½                    |
| L’Échiquier du Roy René – Leidsch SG 3:3                       |
| SG Zürich – KSH Drejtësia-Trokadero 5:1                        |
| TSV Schönaich – Elektroprivreda Nikšić 1½:4½                   |
| SG Riehen – SG Solingen 4:2                                    |
| Wasa SK – Perfect 3½:2½                                        |
| ŠK Javes Modra – SF Wirtzfeld 3½:2½                            |
| White Knights Chess Club – Lunds ASK 1½:4½                     |
| SK Nordkalotten – Etelä-Vantaan Shakki 4½:1½                   |
| Rishon LeZion Chess Club B – Diagonal Alcorcón 4½:1½           |
| Ennis Chess Club – Zuid-Limburg 4:2                            |
| Slough Sharks – Raika Rapid Feffernitz 2½:3½                   |
| Butrinti Saranda – Bloemendaalse SV 1:5                        |
| Blackthorne – KSH Ferizaj 4:2                                  |
| Helsinki Street Chess – Asker SK 2½:3½                         |
| KSH Dardania – SV Paul Keres 2 4½:1½                           |
| SV Mülheim-Nord – K Brugse SK 2½:3½                            |
| TSM Schifflange – SOSS 1½:4½                                   |
| Gonzaga Chess Club – Celtic Tigers 1½:4½                       |
| SA Chania – St Benildus Chess Club 5:1                         |
| ŠK Prilep – Skákfélag Akureyrar 1½:4½                          |
| SK König Tegel 1949 – SK Weilheim 4:2                          |
| Brønshøj SF – Kennemer Combinatie 1:5                          |
| CE Monte-Carlo – WorldTradingLab Club 64 Modena 1½:4½          |
| Jyväs-Shakki – Malahide Chess Club 4:2                         |
| Lazio Scacchi – Teuta Durrës 2:4                               |
| Schakklubben av 1911 – SK Tirana 5½:½                          |
| Galway Chess Club – KWV Wetteren 1½:4½                         |

### Runda 3
Źródło: Chess-Results.com
3 października 2023
| Superchess – Vüqar Həşimov 3½:2½                         |
| Zmaj Belgrad – Offerspill SK ½:5½                        |
| Beer Sheva Chess Club – 1. Novoborský ŠK 1:5             |
| Asnières – Le Grand Échiquier – Göktürk Satranç SK 4½:1½ |
| SC Viernheim – SG Zürich 4:2                             |
| Elektroprivreda Nikšić – Türk Hava Yolları SK 1:5        |
| Tajfun – ŠK Ljubljana – SG Riehen 5:1                    |
| Gambit-Aseko Skopje – Le Cavalier Differdange 5½:½       |
| ŠK Javes Modra – Sentimento Ajka BSK 1½:4½               |
| C’Chartres Échecs – Wasa SK 4½:1½                        |
| Rishon LeZion Chess Club A – L’Échiquier du Roy René 4:2 |
| Leidsch SG – Obiettivo Risarcimento Padova 2½:3½         |
| Lunds ASK – SK Nordkalotten 5½:½                         |
| Perfect – Bloemendaalse SV 3:3                           |
| Blackthorne – SK Rockaden Stockholm 2:4                  |
| Werder Brema – Asker SK 4:2                              |
| KSH Dardania – CA Silla 1½:4½                            |
| Wood Green Chess Club – K Brugse SK 5:1                  |
| Celtic Tigers – KSK Rochade Eupen-Kelmis 1:5             |
| SV Paul Keres 1 – SA Chania 4½:1½                        |
| Skákfélag Akureyrar – MRU - ROSK Consulting Wilno ½:5½   |
| ŠK Dunajská Streda – SK König Tegel 1949 5:1             |
| Kennemer Combinatie – Gambit Bonnevoie 2:4               |
| WorldTradingLab Club 64 Modena – CA Paterna 1:5          |
| Víkingaklúbburinn – Jyväs-Shakki 5:1                     |
| De Sprénger Echternach – Teuta Durrës 2½:3½              |
| KSH Drejtësia-Trokadero – Schakklubben av 1911 2:4       |
| KWV Wetteren – TSV Schönaich 2:4                         |
| SG Solingen – Ennis Chess Club 3½:2½                     |
| SF Wirtzfeld – Raika Rapid Feffernitz 5½:½               |
| SOSS – Rishon LeZion Chess Club B 0:6                    |
| Etelä-Vantaan Shakki – White Knights Chess Club 4:2      |
| Zuid-Limburg – St Benildus Chess Club 4½:1½              |
| ŠK Prilep – Slough Sharks ½:5½                           |
| SK Weilheim – TSM Schifflange 2:4                        |
| Diagonal Alcorcón – Brønshøj SF 4½:1½                    |
| Partizani Tirana – Butrinti Saranda 3:3                  |
| KSH Ferizaj – CE Monte-Carlo 5:1                         |
| Malahide Chess Club – Helsinki Street Chess 3½:1½        |
| SV Paul Keres 2 – Lazio Scacchi 5½:1½                    |
| SK Tirana – SV Mülheim-Nord 3½:2½                        |
| Gonzaga Chess Club – Galway Chess Club 5:1               |

### Runda 4
Źródło: Chess-Results.com
4 października 2023
| SC Viernheim – Superchess 2½:3½                             |
| Offerspill SK – Sentimento Ajka BSK 3½:2½                   |
| 1. Novoborský ŠK – Türk Hava Yolları SK 3½:2½               |
| Tajfun – ŠK Ljubljana – Asnières – Le Grand Échiquier 2½:3½ |
| Rishon LeZion Chess Club A – C’Chartres Échecs 3:3          |
| Obiettivo Risarcimento Padova – Lunds ASK 3:3               |
| Vüqar Həşimov – SV Paul Keres 1 5½:½                        |
| Le Cavalier Differdange – KSH Drejtësia-Trokadero 3:3       |
| MRU - ROSK Consulting Wilno – Beer Sheva Chess Club 1:5     |
| Göktürk Satranç SK – ŠK Dunajská Streda 5½:½                |
| Gambit Bonnevoie – Zmaj Belgrad 2:4                         |
| CA Paterna – Elektroprivreda Nikšić 2:4                     |
| SG Zürich – Gambit-Aseko Skopje 2:4                         |
| SG Riehen – Víkingaklúbburinn 4½:1½                         |
| TSV Schönaich – ŠK Javes Modra 1:5                          |
| SK Rockaden Stockholm – SG Solingen 5:1                     |
| Werder Brema – Wasa SK 6:0                                  |
| CA Silla – SF Wirtzfeld 5:1                                 |
| Rishon LeZion Chess Club B – Wood Green Chess Club 2:4      |
| Teuta Durrës – KSK Rochade Eupen-Kelmis ½:5½                |
| Schakklubben av 1911 – Leidsch SG 2:4                       |
| SK Nordkalotten – Perfect 3:3                               |
| Bloemendaalse SV – L’Échiquier du Roy René 2:4              |
| Etelä-Vantaan Shakki – De Sprénger Echternach 1:5           |
| WorldTradingLab Club 64 Modena – Zuid-Limburg 2:4           |
| Slough Sharks – Jyväs-Shakki 4½:1½                          |
| KWV Wetteren – Blackthorne 2:4                              |
| Asker SK – Diagonal Alcorcón 2½:3½                          |
| Raika Rapid Feffernitz – KSH Dardania 1:5                   |
| K Brugse SK – Ennis Chess Club 3:3                          |
| TSM Schifflange – KSH Ferizaj 4:2                           |
| SV Paul Keres 2 – Celtic Tigers 3:3                         |
| SA Chania – SOSS 5:1                                        |
| Skákfélag Akureyrar – Gonzaga Chess Club 3½:2½              |
| SK König Tegel 1949 – Malahide Chess Club 4½:1½             |
| SK Tirana – Kennemer Combinatie ½:5½                        |
| Butrinti Saranda – White Knights Chess Club 3½:2½           |
| Helsinki Street Chess – Partizani Tirana 1½:4½              |
| SV Mülheim-Nord – Brønshøj SF 2:4                           |
| St Benildus Chess Club – CE Monte-Carlo 2:4                 |
| Lazio Scacchi – ŠK Prilep 1½:4½                             |
| Galway Chess Club – SK Weilheim 1:5                         |

### Runda 5
Źródło: Chess-Results.com
5 października 2023
| Superchess – Asnières – Le Grand Échiquier 3½:2½            |
| Offerspill SK – 1. Novoborský ŠK 3½:2½                      |
| C’Chartres Échecs – SC Viernheim 2:4                        |
| Türk Hava Yolları SK – SG Riehen 5:1                        |
| ŠK Javes Modra – Tajfun – ŠK Ljubljana 1½:4½                |
| Sentimento Ajka BSK – SK Rockaden Stockholm 4½:1½           |
| Vüqar Həşimov – Werder Brema 5:1                            |
| Le Cavalier Differdange – SV Paul Keres 2 5:1               |
| Beer Sheva Chess Club – Lunds ASK 5:1                       |
| CA Silla – Göktürk Satranç SK 2:4                           |
| Wood Green Chess Club – Rishon LeZion Chess Club A 2:4      |
| KSK Rochade Eupen-Kelmis – Zmaj Belgrad 1:5                 |
| Elektroprivreda Nikšić – Gambit-Aseko Skopje 3½:2½          |
| L’Échiquier du Roy René – Obiettivo Risarcimento Padova 1:5 |
| Leidsch SG – SG Zürich 3:3                                  |
| Perfect – Rishon LeZion Chess Club B 4:2                    |
| SV Paul Keres 1 – Zuid-Limburg 3½:2½                        |
| Slough Sharks – MRU - ROSK Consulting Wilno 2:4             |
| ŠK Dunajská Streda – Blackthorne 4½:1½                      |
| KSH Dardania – Gambit Bonnevoie 2:4                         |
| TSM Schifflange – CA Paterna 2:4                            |
| Víkingaklúbburinn – SA Chania 4½:1½                         |
| De Sprénger Echternach – Skákfélag Akureyrar 3:3            |
| SK König Tegel 1949 – TSV Schönaich 3:3                     |
| SG Solingen – Kennemer Combinatie 4:2                       |
| Diagonal Alcorcón – SK Nordkalotten 3½:2½                   |
| Wasa SK – Teuta Durrës 4½:1½                                |
| SF Wirtzfeld – Schakklubben av 1911 2:4                     |
| Ennis Chess Club – KSH Drejtësia-Trokadero 1:5              |
| Bloemendaalse SV – Etelä-Vantaan Shakki 2½:3½               |
| K Brugse SK – Butrinti Saranda 5:1                          |
| Celtic Tigers – Partizani Tirana 3½:2½                      |
| Gonzaga Chess Club – Asker SK 3½:2½                         |
| ŠK Prilep – WorldTradingLab Club 64 Modena 3½:2½            |
| Jyväs-Shakki – SK Weilheim 3:3                              |
| Brønshøj SF – KWV Wetteren 4:2                              |
| CE Monte-Carlo – Raika Rapid Feffernitz 1½:4½               |
| KSH Ferizaj – Malahide Chess Club 5½:½                      |
| SOSS – SK Tirana 4:2                                        |
| White Knights Chess Club – Helsinki Street Chess 3:3        |
| Lazio Scacchi – SV Mülheim-Nord 3½:2½                       |
| St Benildus Chess Club – Galway Chess Club 3½:2½            |

### Runda 6
Źródło: Chess-Results.com
6 października 2023
| 1. Novoborský ŠK – Vüqar Həşimov 5:1                        |
| Superchess – Offerspill SK 3:3                              |
| Asnières – Le Grand Échiquier – Beer Sheva Chess Club 3½:2½ |
| Göktürk Satranç SK – SC Viernheim 3½:2½                     |
| Türk Hava Yolları SK – Rishon LeZion Chess Club A 4:2       |
| Zmaj Belgrad – Tajfun – ŠK Ljubljana 1½:4½                  |
| Sentimento Ajka BSK – Elektroprivreda Nikšić 4:2            |
| TSV Schönaich – Le Cavalier Differdange 2½:3½               |
| Obiettivo Risarcimento Padova – C’Chartres Échecs 2:4       |
| SV Paul Keres 1 – Leidsch SG 2½:3½                          |
| SG Riehen – MRU - ROSK Consulting Wilno 3½:2½               |
| ŠK Dunajská Streda – Perfect 4:2                            |
| Gambit-Aseko Skopje – SK Rockaden Stockholm 2:4             |
| Gambit Bonnevoie – ŠK Javes Modra 1½:4½                     |
| CA Paterna – Werder Brema 2½:3½                             |
| Lunds ASK – Víkingaklúbburinn 2:4                           |
| SG Solingen – CA Silla 2½:3½                                |
| Wasa SK – Wood Green Chess Club 2½:3½                       |
| Schakklubben av 1911 – KSK Rochade Eupen-Kelmis 2:4         |
| SG Zürich – Diagonal Alcorcón 5:1                           |
| Celtic Tigers – De Sprénger Echternach 1½:4½                |
| L’Échiquier du Roy René – Skákfélag Akureyrar 3½:2½         |
| KSH Drejtësia-Trokadero – SK König Tegel 1949 4:2           |
| Etelä-Vantaan Shakki – K Brugse SK 3½:2½                    |
| SK Nordkalotten – SA Chania 3½:2½                           |
| Kennemer Combinatie – SF Wirtzfeld 4½:1½                    |
| Teuta Durrës – Rishon LeZion Chess Club B 1½:4½             |
| Zuid-Limburg – Raika Rapid Feffernitz 3½:2½                 |
| KSH Ferizaj – Slough Sharks 2½:3½                           |
| Blackthorne – SOSS 5:1                                      |
| Gonzaga Chess Club – KSH Dardania 2:4                       |
| ŠK Prilep – TSM Schifflange ½:5½                            |
| Brønshøj SF – Bloemendaalse SV 2½:3½                        |
| Jyväs-Shakki – SV Paul Keres 2 3½:2½                        |
| Partizani Tirana – Ennis Chess Club 3½:2½                   |
| SK Weilheim – Butrinti Saranda 1:5                          |
| Asker SK – CE Monte-Carlo 4:2                               |
| Malahide Chess Club – WorldTradingLab Club 64 Modena 2½:3½  |
| KWV Wetteren – Lazio Scacchi 5:1                            |
| White Knights Chess Club – St Benildus Chess Club 3½:2½     |
| Helsinki Street Chess – SK Tirana 5:1                       |
| SV Mülheim-Nord – Galway Chess Club 3½:2½                   |

### Runda 7
Źródło: Chess-Results.com
7 października 2023
| 1. Novoborský ŠK – Superchess 3½:2½                     |
| Offerspill SK – Asnières – Le Grand Échiquier 3½:2½     |
| Göktürk Satranç SK – Türk Hava Yolları SK 3½:2½         |
| Tajfun – ŠK Ljubljana – Sentimento Ajka BSK 2½:3½       |
| C’Chartres Échecs – Vüqar Həşimov 3:3                   |
| SC Viernheim – CA Silla 5½:½                            |
| SK Rockaden Stockholm – Beer Sheva Chess Club 2:4       |
| Le Cavalier Differdange – SG Zürich ½:5½                |
| Rishon LeZion Chess Club A – ŠK Dunajská Streda 5:1     |
| Werder Brema – Zmaj Belgrad 1:5                         |
| Leidsch SG – Wood Green Chess Club 4:2                  |
| KSK Rochade Eupen-Kelmis – Elektroprivreda Nikšić 2:4   |
| KSH Dardania – Gambit-Aseko Skopje 2:4                  |
| Obiettivo Risarcimento Padova – SG Riehen 1½:4½         |
| Víkingaklúbburinn – ŠK Javes Modra 3½:2½                |
| De Sprénger Echternach – KSH Drejtësia-Trokadero 3:3    |
| Etelä-Vantaan Shakki – L’Échiquier du Roy René 2:4      |
| Perfect – Zuid-Limburg 4:2                              |
| Lunds ASK – Wasa SK 4½:1½                               |
| Rishon LeZion Chess Club B – SV Paul Keres 1 3:3        |
| MRU - ROSK Consulting Wilno – Blackthorne 4:2           |
| Slough Sharks – Gambit Bonnevoie 1½:4½                  |
| Kennemer Combinatie – CA Paterna 2:4                    |
| TSM Schifflange – SG Solingen 4½:1½                     |
| Schakklubben av 1911 – SK Nordkalotten 2:4              |
| Diagonal Alcorcón – TSV Schönaich 2:4                   |
| Bloemendaalse SV – SK König Tegel 1949 3:3              |
| K Brugse SK – Jyväs-Shakki 1½:4½                        |
| Butrinti Saranda – Celtic Tigers 4:2                    |
| Skákfélag Akureyrar – Partizani Tirana 3:3              |
| SF Wirtzfeld – KSH Ferizaj 3½:2½                        |
| Raika Rapid Feffernitz – Asker SK 3:3                   |
| SA Chania – ŠK Prilep 3½:2½                             |
| WorldTradingLab Club 64 Modena – Gonzaga Chess Club 3:2 |
| Teuta Durrës – Brønshøj SF 4½:1½                        |
| SOSS – KWV Wetteren 3:3                                 |
| Ennis Chess Club – White Knights Chess Club 4:2         |
| SV Paul Keres 2 – Helsinki Street Chess 4:1             |
| SK Weilheim – SV Mülheim-Nord 1½:4½                     |
| SK Tirana – St Benildus Chess Club 2½:3½                |
| CE Monte-Carlo – Malahide Chess Club 2½:3½              |
| Galway Chess Club – Lazio Scacchi 2:4                   |

## Klasyfikacja
Źródło: Chess-Results.com
| Msc | Zespół                         | M | W | R | P | Pkt |
| --- | ------------------------------ | - | - | - | - | --- |
| 1   | Offerspill SK                  | 7 | 6 | 1 | 0 | 13  |
| 2   | 1. Novoborský ŠK               | 7 | 6 | 0 | 1 | 12  |
| 3   | Göktürk Satranç SK             | 7 | 6 | 0 | 1 | 12  |
| 4   | Sentimento Ajka BSK            | 7 | 6 | 0 | 1 | 12  |
| 5   | Superchess                     | 7 | 5 | 1 | 1 | 11  |
| 6   | Türk Hava Yolları SK           | 7 | 5 | 0 | 2 | 10  |
| 7   | Asnières – Le Grand Échiquier  | 7 | 5 | 0 | 2 | 10  |
| 8   | Tajfun – ŠK Ljubljana          | 7 | 5 | 0 | 2 | 10  |
| 9   | SC Viernheim                   | 7 | 5 | 0 | 2 | 10  |
| 10  | Beer Sheva Chess Club          | 7 | 5 | 0 | 2 | 10  |
| 11  | C’Chartres Échecs              | 7 | 4 | 2 | 1 | 10  |
| 12  | Rishon LeZion Chess Club A     | 7 | 4 | 2 | 1 | 10  |
| 13  | Zmaj Belgrad                   | 7 | 5 | 0 | 2 | 10  |
| 14  | SG Riehen                      | 7 | 5 | 0 | 2 | 10  |
| 15  | Elektroprivreda Nikšić         | 7 | 5 | 0 | 2 | 10  |
| 16  | Leidsch SG                     | 7 | 4 | 2 | 1 | 10  |
| 17  | Víkingaklúbburinn              | 7 | 5 | 0 | 2 | 10  |
| 18  | Vüqar Həşimov                  | 7 | 4 | 1 | 2 | 9   |
| 19  | SG Zürich                      | 7 | 4 | 1 | 2 | 9   |
| 20  | L’Échiquier du Roy René        | 7 | 4 | 1 | 2 | 9   |
| 21  | Obiettivo Risarcimento Padova  | 7 | 3 | 2 | 2 | 8   |
| 22  | ŠK Javes Modra                 | 7 | 4 | 0 | 3 | 8   |
| 23  | Lunds ASK                      | 7 | 3 | 2 | 2 | 8   |
| 24  | Gambit-Aseko Skopje            | 7 | 4 | 0 | 3 | 8   |
| 25  | SK Rockaden Stockholm          | 7 | 4 | 0 | 3 | 8   |
| 26  | Wood Green Chess Club          | 7 | 4 | 0 | 3 | 8   |
| 27  | Perfect                        | 7 | 3 | 2 | 2 | 8   |
| 28  | CA Paterna                     | 7 | 4 | 0 | 3 | 8   |
| 29  | MRU - ROSK Consulting Wilno    | 7 | 4 | 0 | 3 | 8   |
| 30  | De Sprénger Echternach         | 7 | 3 | 2 | 2 | 8   |
| 31  | Werder Brema                   | 7 | 4 | 0 | 3 | 8   |
| 32  | ŠK Dunajská Streda             | 7 | 4 | 0 | 3 | 8   |
| 33  | Gambit Bonnevoie               | 7 | 4 | 0 | 3 | 8   |
| 34  | SK Nordkalotten                | 7 | 3 | 2 | 2 | 8   |
| 35  | KSK Rochade Eupen-Kelmis       | 7 | 4 | 0 | 3 | 8   |
| 36  | KSH Drejtësia-Trokadero        | 7 | 3 | 2 | 2 | 8   |
| 37  | CA Silla                       | 7 | 4 | 0 | 3 | 8   |
| 38  | TSM Schifflange                | 7 | 4 | 0 | 3 | 8   |
| 39  | SV Paul Keres 1                | 7 | 3 | 1 | 3 | 7   |
| 40  | Le Cavalier Differdange        | 7 | 3 | 1 | 3 | 7   |
| 41  | Rishon LeZion Chess Club B     | 7 | 3 | 1 | 3 | 7   |
| 42  | TSV Schönaich                  | 7 | 3 | 1 | 3 | 7   |
| 43  | Etelä-Vantaan Shakki           | 7 | 3 | 1 | 3 | 7   |
| 44  | Jyväs-Shakki                   | 7 | 3 | 1 | 3 | 7   |
| 45  | Butrinti Saranda               | 7 | 3 | 1 | 3 | 7   |
| 46  | Schakklubben av 1911           | 7 | 3 | 0 | 4 | 6   |
| 47  | Bloemendaalse SV               | 7 | 2 | 2 | 3 | 6   |
| 48  | Wasa SK                        | 7 | 3 | 0 | 4 | 6   |
| 49  | SG Solingen                    | 7 | 3 | 0 | 4 | 6   |
| 50  | Partizani Tirana               | 7 | 2 | 2 | 3 | 6   |
| 51  | Kennemer Combinatie            | 7 | 3 | 0 | 4 | 6   |
| 52  | SA Chania                      | 7 | 3 | 0 | 4 | 6   |
| 53  | Slough Sharks                  | 7 | 3 | 0 | 4 | 6   |
| 54  | Blackthorne                    | 7 | 3 | 0 | 4 | 6   |
| 55  | KSH Dardania                   | 7 | 3 | 0 | 4 | 6   |
| 56  | SK König Tegel 1949            | 7 | 2 | 2 | 3 | 6   |
| 57  | Diagonal Alcorcón              | 7 | 3 | 0 | 4 | 6   |
| 58  | SF Wirtzfeld                   | 7 | 3 | 0 | 4 | 6   |
| 59  | Skákfélag Akureyrar            | 7 | 2 | 2 | 3 | 6   |
| 60  | Zuid-Limburg                   | 7 | 3 | 0 | 4 | 6   |
| 61  | Teuta Durrës                   | 7 | 3 | 0 | 4 | 6   |
| 62  | WorldTradingLab Club 64 Modena | 7 | 3 | 0 | 4 | 6   |
| 63  | K Brugse SK                    | 7 | 2 | 1 | 4 | 5   |
| 64  | KWV Wetteren                   | 7 | 2 | 1 | 4 | 5   |
| 65  | Ennis Chess Club               | 7 | 2 | 1 | 4 | 5   |
| 66  | SV Paul Keres 2                | 7 | 2 | 1 | 4 | 5   |
| 67  | SOSS                           | 7 | 2 | 1 | 4 | 5   |
| 68  | Celtic Tigers                  | 7 | 2 | 1 | 4 | 5   |
| 69  | Raika Rapid Feffernitz         | 7 | 2 | 1 | 4 | 5   |
| 70  | Asker SK                       | 7 | 2 | 1 | 4 | 5   |
| 71  | White Knights Chess Club       | 7 | 1 | 2 | 4 | 4   |
| 72  | KSH Ferizaj                    | 7 | 2 | 0 | 5 | 4   |
| 73  | Gonzaga Chess Club             | 7 | 2 | 0 | 5 | 4   |
| 74  | SV Mülheim-Nord                | 7 | 2 | 0 | 5 | 4   |
| 75  | Malahide Chess Club            | 7 | 2 | 0 | 5 | 4   |
| 76  | Brønshøj SF                    | 7 | 2 | 0 | 5 | 4   |
| 77  | ŠK Prilep                      | 7 | 2 | 0 | 5 | 4   |
| 78  | Lazio Scacchi                  | 7 | 2 | 0 | 5 | 4   |
| 79  | St Benildus Chess Club         | 7 | 2 | 0 | 5 | 4   |
| 80  | SK Weilheim                    | 7 | 1 | 1 | 5 | 3   |
| 81  | Helsinki Street Chess          | 7 | 1 | 1 | 5 | 3   |
| 82  | CE Monte-Carlo                 | 7 | 1 | 0 | 6 | 3   |
| 83  | SK Tirana                      | 7 | 1 | 0 | 6 | 3   |
| 84  | Galway Chess Club              | 7 | 0 | 0 | 7 | 0   |